# Кірпа Георгій Миколайович

Надгробок Георгія Кірпи на Байковому кладовищі

Гео́ргій Микола́йович Кірпа (20 липня 1946, с. Клубівка, Ізяславський район Хмельницької області — 27 грудня 2004, Київ, Україна) — український політичний та державний діяч, інженер-транспортник.
Міністр транспорту України (2002—2003), Міністр транспорту та зв'язку України (2004). Кандидат технічних наук (1997). Генеральний директор Державної адміністрації залізничного транспорту України (2000—2004). Почесний громадянин Ковеля (2001), Роздільної, Харкова та Чопа. Герой України (2002).

## Життєпис

### Освіта
Харківський інститут інженерів залізничного транспорту (тепер Український державний університет залізничного транспорту, 1970).

### Кар'єра
Серпень 1964 — липень 1965 — слюсар, Клубівський цукровий завод (Хмельницька область).
Серпень 1965 — серпень 1970 — студент (Харківський інститут інженерів залізничного транспорту).
Серпень-листопад 1970 — черговий по станції Чоп (Львівська залізниця).
Листопад 1970 — грудень 1971 — служба в армії, м. Ярославль (Росія).
Грудень 1971 — березень 1972 — інженер станції Чоп.
Березень-листопад 1972 — головний інженер станції Чоп.
Листопад 1972 — травень 1977 — начальник станції Чоп.
Травень 1977 — січень 1978 — начальник відділу перевезень Ужгородського відділку Львівської залізниці.
Січень 1978 — квітень 1979 — заступник начальника Ужгородського відділку Львівської залізниці.
Квітень 1979 — січень 1982 — начальник Рівненського відділку Львівської залізниці.
Січень 1982 — січень 1985 — начальник Ужгородського відділку Львівської залізниці.
Січень 1985 — липень 1993 — 1-й заст. начальника Львівської залізниці.
Липень 1993 — квітень 2000 — начальник Львівської залізниці.
Квітень 2000 — серпень 2001 — 1-й заступник міністра — генеральний директор Держ. адміністрації залізничного транспорту України, Мін-во транспорту України.
Від серпня 2001 — генеральний директор Державної адміністрації залізничного транспорту України.
Міністр транспорту України (2002—2003), Міністр транспорту та зв'язку України (2004).
Обраний народним депутатом України 4 скликання з квітня 2002 від блоку «За єдину Україну!», № 10 у списку. На час виборів: генеральний директор Державної адміністрації залізничного транспорту України, б/п. Зняв кандидатуру.
Академік Транспортної академії України (1997).
Голова партії «Відродження» (з червня 2004 р.).
З травня 2002 р. під його орудою розгорнуто та здійснено низку масштабних проектів:
- будівництво Південного вокзалу на станції Київ-Пасажирський
- будівництво автомагістралі Київ-Одеса.
- реконструкція Дарницького вокзалу та станції Караваєві Дачі,
- будівництво нового мосту через р. Дніпро.
- почали курсувати пришвидшені поїзди між Києвом та Харковом і Києвом та Дніпропетровськом.

Загинув у Києві, в історичному мікрорайоні Бортничі, від вогнепального поранення в голову наступного дня після повторного голосування 2-го туру президентських виборів 2004 року. Офіційно оголошена версія смерті — ймовірне самогубство.

## Відзнаки
- Звання Герой України з врученням ордена Держави (23 квітня 2002) — за визначні заслуги перед Україною у розвитку залізничного транспорту, забезпечення ефективного функціонування транспортної системи держави[4]
- Орден князя Ярослава Мудрого V ст. (3 червня 1999) — за визначні особисті заслуги перед Українською державою в розвитку залізничного транспорту[5]
- Орден «За заслуги» III ст. (21 квітня 1998) — за вагомі досягнення в праці, високий професіоналізм[6]
- Заслужений працівник транспорту України (2 серпня 1995) — за значний особистий внесок у підвищення ефективності використання залізничного транспорту, впровадження передових методів перевезень вантажів і пасажирів, високу професійну майстерність[7]
- Державна премія України в галузі науки і техніки 2002 року — за розробку, створення, освоєння виробництва та впровадження вітчизняного восьмиосьового електровоза постійного струму типу ДЕ1 (у складі колективу)[8]
- Державна премія України в галузі архітектури 2003 року — за реконструкцію комплексу станції Київ-Пасажирський Південно-Західної залізниці (у складі колективу)[9]
- Орден Дружби народів (СРСР, 1985).
- Знак «Почесному залізничнику» (1984).
- Орден Святого князя Володимира Великого (1998).
- Медаль «За ефективне управління» (1999, Міжнародна кадрова академія).
- «Найпопулярніша особа Львівщини — Галицький лицар 1999» в номінації «Меценат».
- Персональна нагорода в номінації «За проявлення волі лідера у зміцненні позицій свого підприємства» «Ертслайкер-2000» (Ін-т банкірів у Лондоні).
- Орден Нестора Літописця (2000).
- Ювілейний орден «Різдво Христове 2000» I ст. (2000).
- Ювілейна медаль «Різдво Христове 2000» I ст. (2000).
- Звання «Почесний громадянин міста Роздільна» (30.10.2003)[10].
- Почесна відзнака Міністерства транспорту і морського господарства Республіки Польща.
- 2009 — визнаний найвидатнішим залізничником України за 148 років існування залізничного транспорту в Україні.

## Вшанування пам'яті
На честь Георгія Кірпи названі:
- площа перед залізничним вокзалом у місті Ужгороді.
- площа перед залізничним вокзалом у місті Шепетівка.
- з 20 липня 2006 року електропотяг «Георгій Кірпа» курсує за маршрутом Львів—Ужгород[11].
- депутати Київради ухвалили рішення перейменувати Петрозаводську вулицю в Солом'янському районі Києва на вулицю Георгія Кірпи.
- станція у Дарницькому районі Києва, на лінії Дарниця — Гребінка, колишня назва Бортничі[12].

У липні 2006 року Південна залізниця побудувала каплицю на Привокзальній площі в Кременчуці у пам'ять про Георгія Кірпу.
25 грудня 2009 року в Києві відкрито пам'ятну дошку Георгію Миколайовичу Кірпі на будівлі Державної адміністрації залізничного транспорту України (вул. Єжи Ґедройця, 5).
7 липня 2009 створено Фонд імені Георгія Миколайовича Кірпи.
20 липня 2009 в селі Клубівка, Ізяславського району, Хмельницької області відкрито пам'ятник Кірпі.
20 липня 2010 в селі Клубівка Ізяславського району Хмельницької області у будинку, де пройшли дитячі та юнацькі роки Георгія Кірпи, відкрито музей його імені.
За часів міністерства Кірпи у м. Ужгороді проведена реконструкція залізничного вокзалу. Нині в залі очікування будівлі вокзалу є меморіальний куточок, присвячений Георгію Миколайовичу. У центрі експозиції — погруддя Героя України Г. М. Кірпи. У шафі під склом зберігаються особисті речі колишнього міністра, серед нагород — оригінальна золота зірка. Також встановлена меморіальна дошка на будівлі Ужгородського вокзалу.
Встановлено меморіальну дошку на будівлі Рівненської дирекції залізничних перевезень (вулиця 16 липня №17)
Меморіальна дошка на будівлі Управління Львівської залізниці.
19 лютого 2016 року в місті Роздільна вулицю Димитрова перейменували на вулицю Георгія Кірпи.

Особисті речі Кірпи в залі залізничного вокзалу м. Ужгорода
Меморіальна дошка в Києві
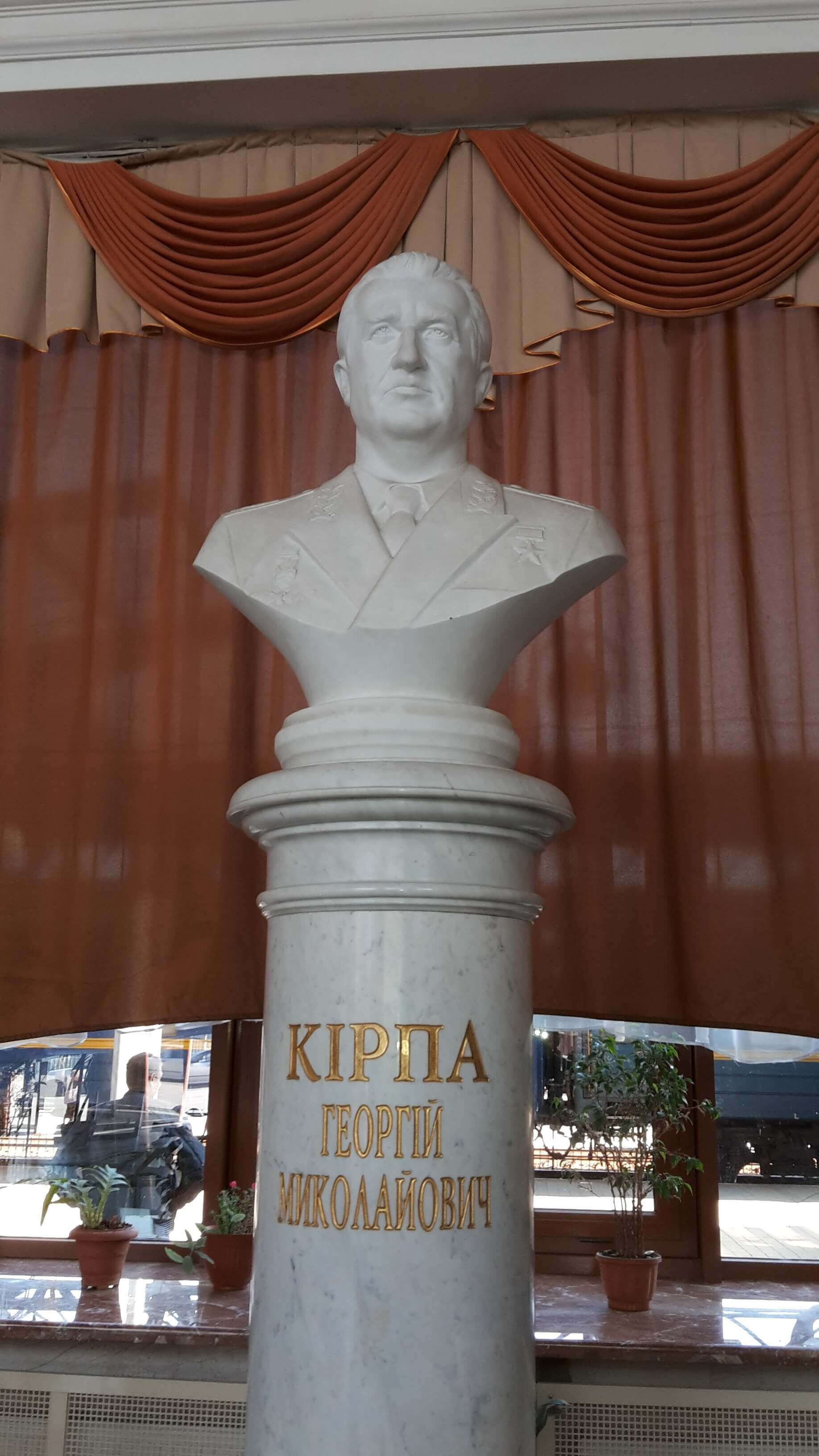
Бюст Георгія Кірпи у залі залізничного вокзалу м. Ужгорода
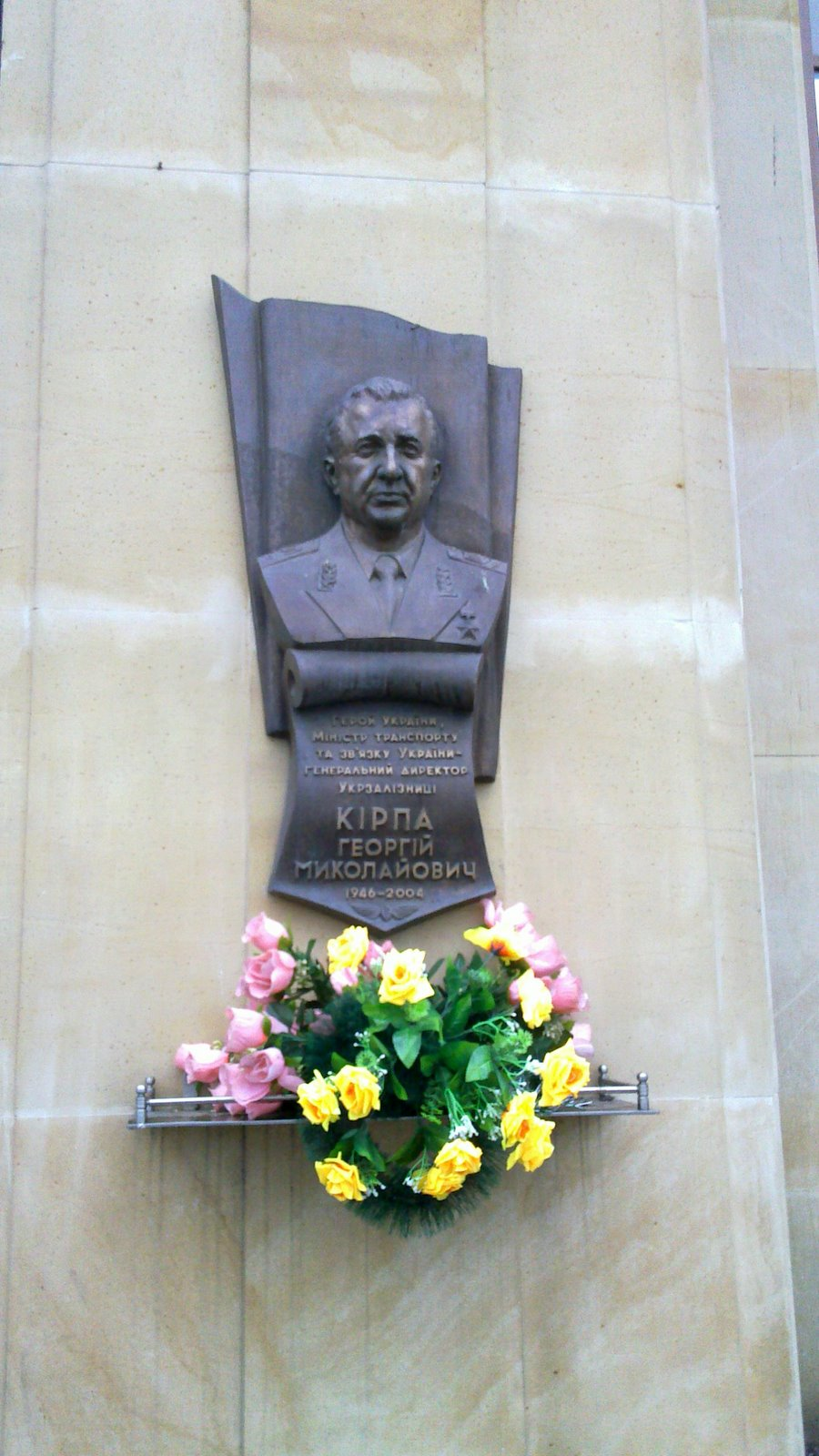
Меморіальна дошка на будівлі Ужгородського вокзалу
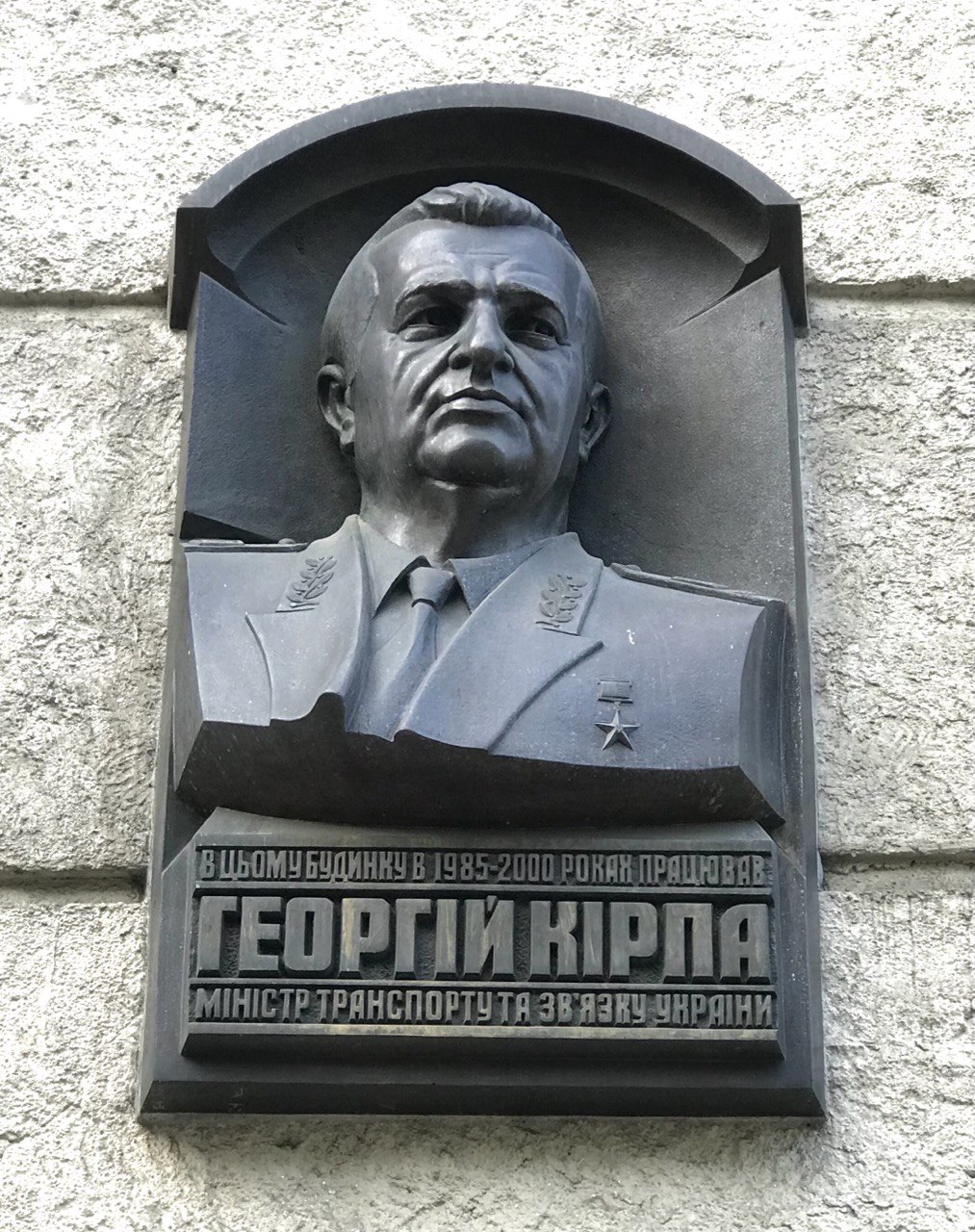
Кірпа Георгій Миколайович, меморіальна дошка на будівлі Управління Львівської залізниці

## Праці
Автор 14 наукових праць в галузі залізничних та мультимодальних перевезень.

## Родина
- Дружина Жанна Ігорівна (нар. 1947) — провідний спеціаліст залізного транспорту;
- син Віталій (нар. 1972) — інженер шляхів сполучень;
- дочка Інна (нар. 1974) — хірург.